# Espinhal
Espinhal ist eine Gemeinde (Freguesia) im portugiesischen Kreis Penela. In ihr leben 733 Einwohner (Stand 19. April 2021).